# Soheil Bavi
Soheil Bavi (født 1998 i ) er en dansk skuespiller, der blandt andet har spillet bandelederen Muhdir i Underverden II (2023) og Isam i Hele vejen (2025).

## Levnedsløb
Bavi er vokset op i Ballerup. Som 16-årig rejste han til Iran for at uddanne sig som skuespiller på den anerkendte filmskole "8mm Film School", men vendte hjem for at få en rolle i filmen Underverden II.

## Roller
Bavi fik sit gennembrud i sin første danske rolle som bandelederen Muhdir i Fenar Ahmads film Underverden II fra 2023, hvor anmeldelserne roste hans spil som den kølige og kalkulerede bandeboss.
I 2025 spiller han rollen som Isam i Hele vejen.